# Allotrichoma quadripectinata
Allotrichoma quadripectinata är en tvåvingeart som först beskrevs av Becker 1903.  Allotrichoma quadripectinata ingår i släktet Allotrichoma och familjen vattenflugor.
Artens utbredningsområde är Egypten. Inga underarter finns listade i Catalogue of Life.